# Blaster (Gwiezdne wojny)

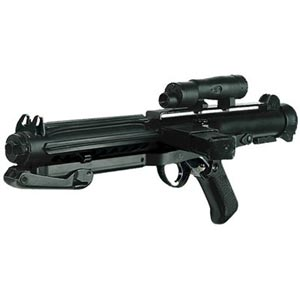
Blaster typu E-11 (zdjęcie rekwizytu filmowego)

Blaster – fikcyjna broń dystansowa z uniwersum Gwiezdnych wojen, rażąca przeciwnika  wiązką blasterową. Powszechnie wykorzystywana przez cywilów, żołnierzy oraz droidy w galaktyce tegoż uniwersum.

## Charakterystyka
Ze względu na wygląd i sposób użycia blastery silnie nawiązują do broni palnej, działając jednak na innej zasadzie (w filmach jako rekwizyty wykorzystano między innymi prawdziwą broń palną poddaną charakteryzacji bądź wzorowane na niej repliki, np. pistolet Mauser C96, pistolet maszynowy Sterling czy karabin maszynowy MG 34).
Zasada działania blastera polega na naładowaniu energią porcji gazu w stanie ciekłym (zwanego płynną tibanną), skupieniu go za pomocą specjalnych soczewek i wystrzeleniu z dużą prędkością w formie pocisku (zwanego wiązką blasterową). 
Pod względem konstrukcyjnym blastery występują w zróżnicowanej postaci jako:
- Broń indywidualna
  - Broń krótka – w formie pistoletów (np. blaster DL-44, należący do Hana Solo);
  - Broń długa – w formie karabinów i  karabinków (np. wykorzystywane przez szturmowców blastery E-11 i DLT-19);
- Broń zespołowa  – w formie ciężkich karabinów maszynowych (np. ciężki blaster E-Web[3]);
- Broń pokładowa i artyleryjska – w formie dział oraz działek, zarówno stacjonarnych (lądowych) jak i montowanych na pokładach pojazdów bojowych (np. AT-AT) i statków kosmicznych (np. X-wing). Ciężkie blastery są określane w uniwersum mianem laserów (dział laserowych, turbolaserowych), mimo że ich działanie nie jest oparte na zasadzie odpowiadającej rzeczywistym laserom.

## Występowanie
Broń tego typu jest szeroko ukazana w filmach z cyklu Gwiezdne wojny – począwszy od bitwy kosmicznej między Tantive IV a ścigającym ją Gwiezdnym Niszczycielem w pierwszych scenach Nowej nadziei, przez potyczkę Hana Solo z Greedo w Kantynie Mos Eisley, aż po superlaser Gwiazdy Śmierci, który też jest częściowo oparty na technologii blasterowej.
Blastery występują też często w źródłach pozafilmowych, może też korzystać z nich postać gracza w grach takich jak seria Star Wars Jedi Knight, Battlefront czy Knights of the Old Republic.